# Kolej portowa w Halle
Kolej portowa w Halle (niem. Hafenbahn Halle) – linia kolejowa uruchomiona 9 stycznia 1895 r. przez przedsiębiorstwo Hallesche Hafenbahn AG, łącząca Thüringer Güterbahnhof (pol. turyngeński dworzec towarowy) w niemieckim mieście Halle (Saale) przez Turmstraße z Sophienhafen (pol. port Zofii). Sześciokilometrowa, towarowa linia kolejowa przebiegała przez zachodnią i południową część Halle, krzyżując się w trzech miejscach z torowiskiem sieci tramwajowej. W celu zwiększenia przewozów towarów oraz rozszerzenia zasięgu usług przewozowych o inne tereny przemysłowe wybudowano nową, wąskotorową linię kolei przemysłowej (niem. Industriebahn) o długości 1,2 km, która odgałęziała się od linii kolei portowej w pobliżu Turmstraße. W 1897 r. spółkę Hallesche Hafenbahn połączono z przedsiębiorstwem Halle-Hettstedter Eisenbahn-Gesellschaft.
Wraz z uruchomieniem kolei portowej wzrosło znaczenie Sophienhafen jako placu przeładunkowego. Kolej rozwoziła z niego węgiel do gazowni na Saline-Insel, a także elektrowni i gazowni na Holzplatz. W 1926 r. port wyłączono z eksploatacji; pozostałości po torach kolejowych można dziś jeszcze zobaczyć na Hafenstraße.
Od kwietnia do lipca 1945 r. w wagonach kolejowych stojących na dworcu przy Turmstraße stacjonowali żołnierze amerykańskich sił zbrojnych.
25 marca 1952 r. doszło do tragicznego w skutkach wypadku kolejowego na skrzyżowaniu torów tramwajowych i kolejowych w ciągu Beesener Straße. Tramwaj linii nr 1 (wagon silnikowy nr 124, wagon doczepny nr 224) zderzył się na przejeździe kolejowo-drogowym z lokomotywą nadjeżdżającego składu kolei portowej. Wiele osób zmarło lub odniosło ciężkie obrażenia. W następstwie wypadku przejazd wyposażono w sygnalizację świetlną. Do czasu montażu sygnalizacji konduktor zobowiązany był do wyjścia z tramwaju i upewnienia się czy do przejazdu nie zbliża się żaden pociąg; dopiero po tej procedurze tramwaj mógł przejechać przez skrzyżowanie torów kolejowych i tramwajowych.
Po przemianach politycznych w NRD dnia 8 lipca 1991 r. zamknięto kolej portową i, w późniejszym czasie, przy okazji remontów dróg, zlikwidowano część jej torowisk. Niektóre odcinki linii wkomponowane zostały w nowe ścieżki pieszo-rowerowe. Most kolejowy o konstrukcji stalowej, po którym niegdyś przejeżdżały pociągi na drugi brzeg Soławy, służy obecnie jako most pieszo-rowerowy.

## Galeria

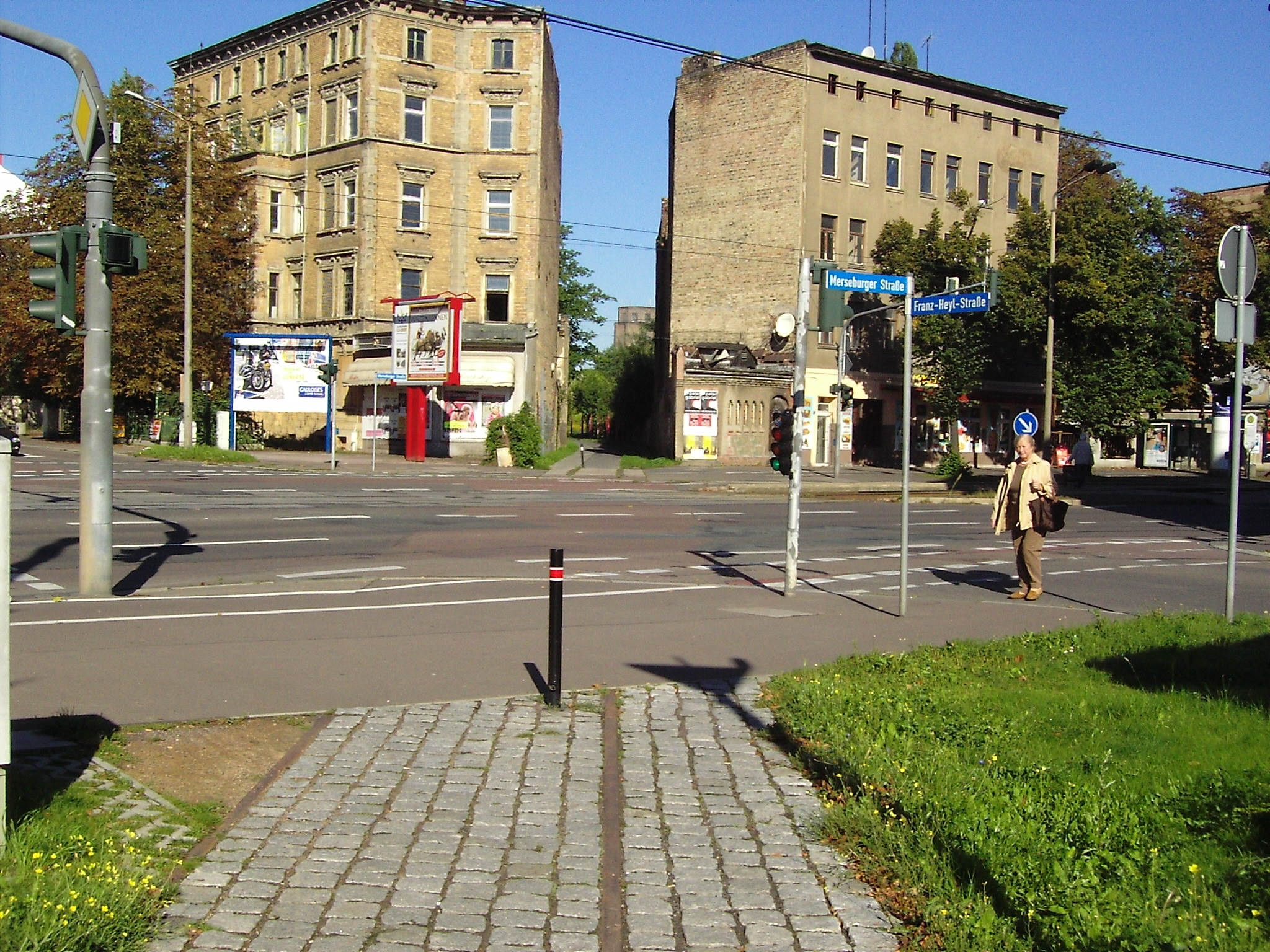
Nieużywane torowisko wbudowane w ciąg pieszy
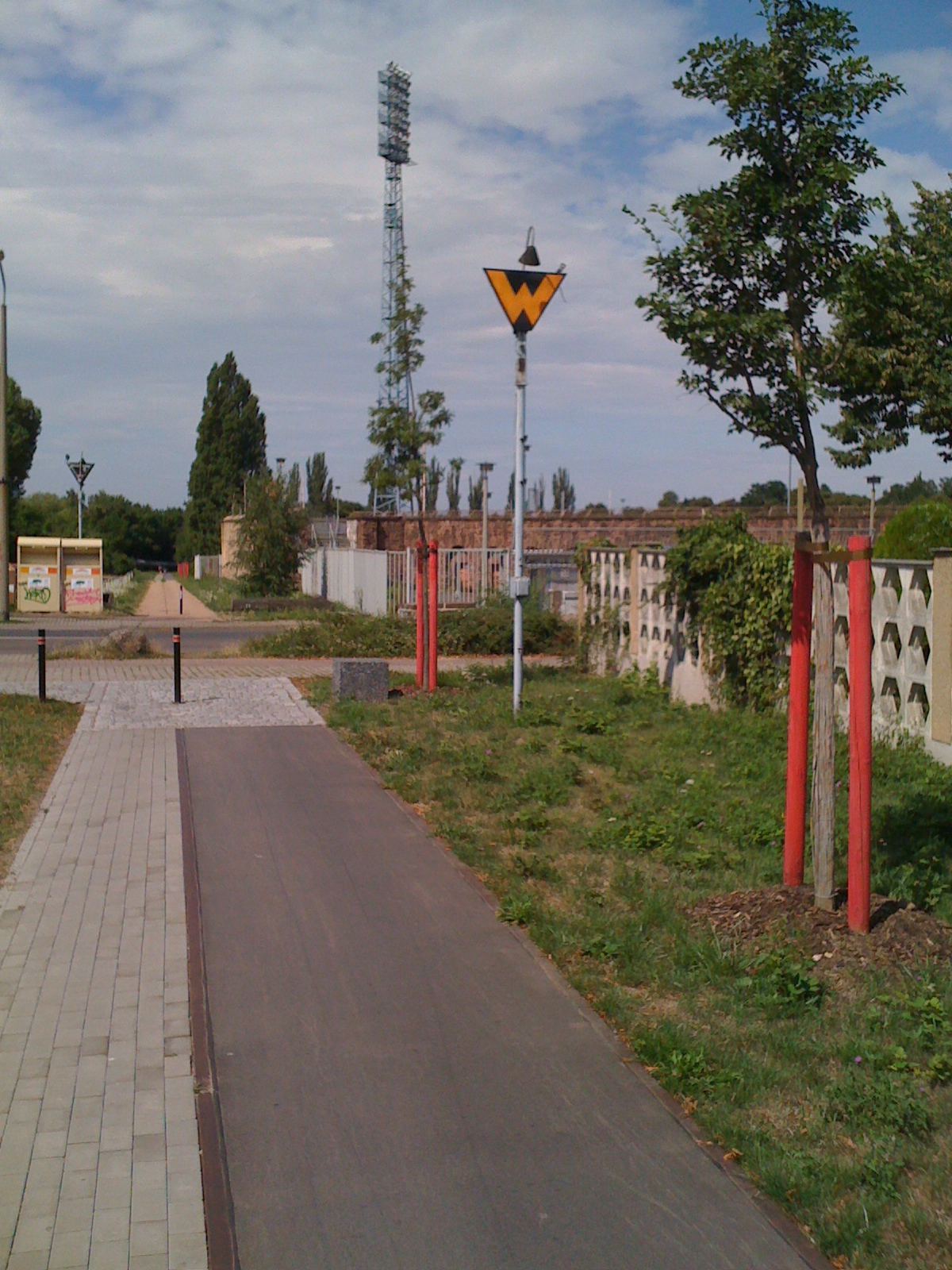
Torowisko dawnej kolei portowej wkomponowane w ciąg pieszo-rowerowy
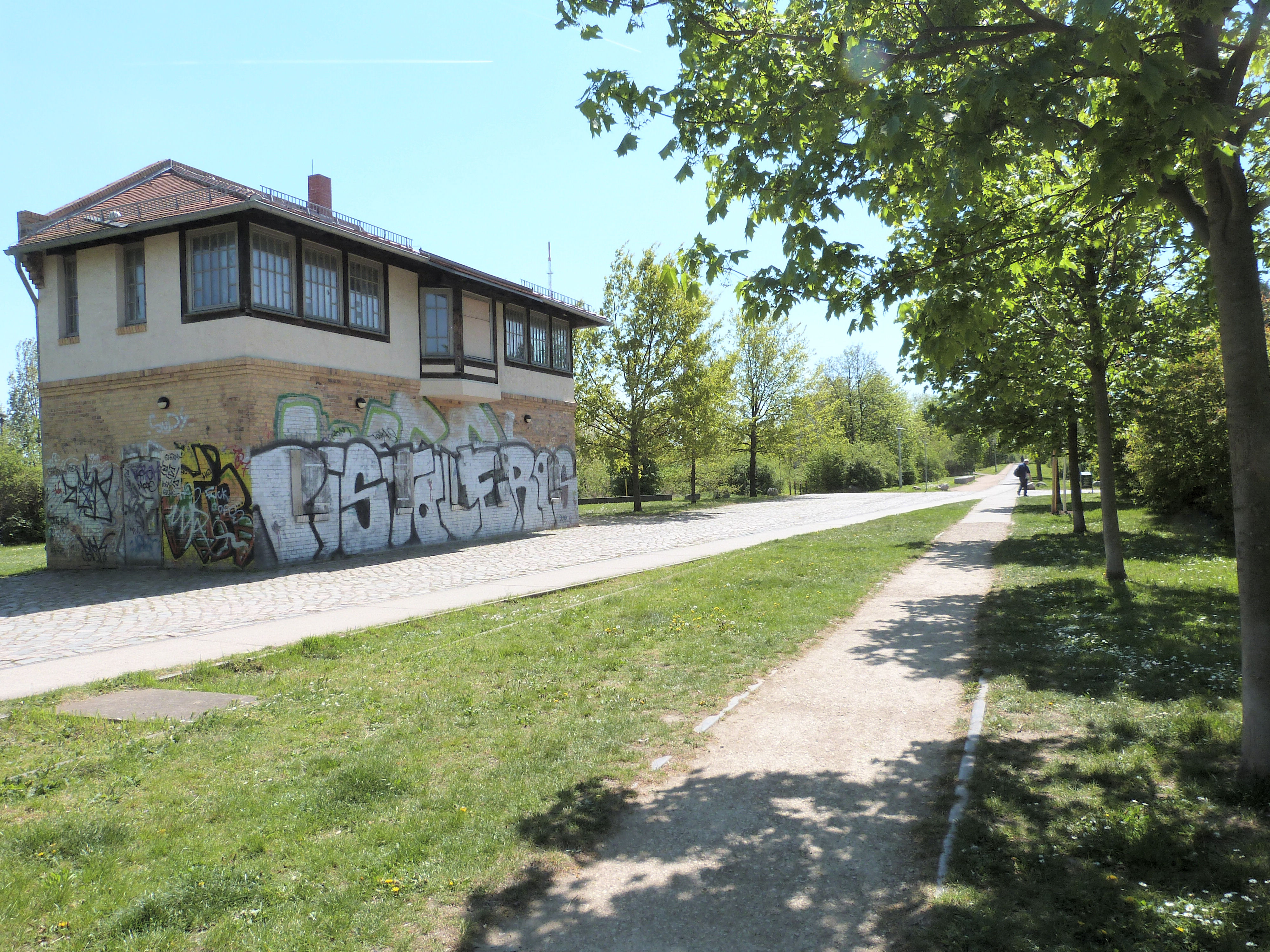
Budynek dawnej nastawni w parku Thüringer Bahnhof